# El meu estimat rebel
El meu estimat rebel (títol original: Valley Girl) és una pel·lícula de 1983 de comèdia romàntica protagonitzada per Nicolas Cage, Deborah Foreman, Elizabeth Daily, Cameron Dye i Joyce Heiser. La pel·lícula va ser el debut: a directora de Martha Cooldige, i va ser la primera pel·lícula en què Nicolas Coppola va ser presentat: Nicolas Cage.
El llançament estatunidenc va ser el 29 d'abril de 1983. La trama està basada en Romeo i Julieta de Shakespeare.
Ha estat doblada tant al català central, com al valencià, amb el títol Una xica de la vall.

## Argument
Julie, una noia, coneix a Randy, un punk de la ciutat. Són de mons diferents i troben l'amor. D'alguna manera necessiten estar junts malgrat els seus amics superficials.

## Repartiment
- Nicolas Cage: Randy.
- Deborah Foreman: Julie Richman.
- Elizabeth Daily: Loryn.
- Michael Bowen: Tommy.
- Cameron Dye: Fred Bailey.
- Heidi Holicker: Stacey.
- Michelle Meyrink: Suzi Brent.
- Tina Theberge: Samantha.
- Lee Purcell: Beth Brent.
- Richard Sanders.
- Colleen Camp: Sarah Richman.
- Frederic Forrest: Steve Richman.
- David Ensor: Skip.
- Tony Plana: Low Rider.
- Joyce Heiser: Joyce.
- Wayne Crawford: Lyle.
- The Plimsouls: Ells mateixos.
- Peter Case: Ell mateix.
- Joanne Baron: Miss Lieberman.
- Steven Bauer (no surt als crèdits): noi amb samarreta rosa.
- William Zabka (no surt als crèdits): noi que ajuda els decorats.